# Brezovice (gmina Srebrenica)
Brezovice (cyr. Брезовице) – wieś w Bośni i Hercegowinie, w Republice Serbskiej, w gminie Srebrenica. W 2013 roku liczyła 32 mieszkańców.